# Gestió del sòl
La gestió del sòl fa referència a totes les operacions, pràctiques i tractaments que es fan servir per protegir el sòl i augmentar-ne le rendiment.

## Pràctiques
Les que afecten la qualitat del sòl:
- El control del trànsit sobre la superfície del sòl ajuda a reduir-ne la compactació, la qual pot reduir l'aeriació i infiltració.
- El conreu de cobertora dificulta l'erosió.
- La rotació de conreus[2] també protegeix contra l'erosió
- La gestió de nutrients millora la fertilitat del sòl, l'estructura i la funció.
- Llaurar, especialment la llaurada mínima o sense llaurar va bé contra l'erosió i millora la retenció d'aigua.